# Dick Ayers
Dick Ayers   (Ossining, 28 d'abril de 1924 - White Plains, 4 de maig de 2014) Richard Bache «Dick» Ayers, va ser un dibuixant estatunidenc de comic books especialment conegut pel seu treball com un dels entintadors de Jack Kirby durant el període dels anys cinquanta i seixanta conegut com l'Edat de plata dels còmics, incloent alguns dels primers números de The Fantastic Four de Marvel Comics. Va fer el dibuix a llapis del còmic Sgt. Fury ambientat en la Segona Guerra Mundial de Marvel, sent el seu dibuixant més habitual, i va crear el Ghost Rider, personatge de l'oest de Magazine Enterprises als anys cinquanta, una versió del qual dibuixaria per a Marvel a la dècada de seixanta.
Ayers va ser introduït al Saló de la Fama del Còmic de Will Eisner el 2007.

## Biografia
Richard Bache Ayers va néixer el 28 d'abril de 1924 a Ossining, Nova York, fill de John Bache Ayers i Gladys Minnerly Ayers. Tenia una germana que tenia deu anys més. Els germans eren de la 13a generació, segons ell, de la família Ayers que s'havia establert a Newbury, Massachusetts el 1635. Als divuit anys, durant la Segona Guerra Mundial, es va allistar al Cos d'Aeri de l'Exèrcit dels Estats Units i va ser estacionat a Florida, on després d'haver fallat en la formació de radar va ser enviat per a un entrenament d'art durant un mes a la Universitat McTomb i va començar a treballar com a artista a la divisió d'operacions de la Air Corps. Va publicar la seva primera tira còmica, Radio Ray, al diari militar Radio Post el 1942.

## Carrera
Ayers va entrar als còmics amb treballs inèdits realitzats per al segell Dell Comics de Western Publishing. "Em vaig apropar a ells", va dir Ayers en una entrevista de 1996. "Tenia una història escrita i dibuixada. Volien embolicar un llibre al seu voltant. ... Vaig entrar-hi, però Dell va decidir fer un retrat del projecte. ... Era una cosa d'aventura, nen i nena; el noi volia ser trompetista. La noia seguia alimentant la Jukebox i havia jugat al costat de Harry James o qualsevol altra cosa. ... No es va fer, però vaig començar a voler estar dins del negoci".

### Magazine Entreprises

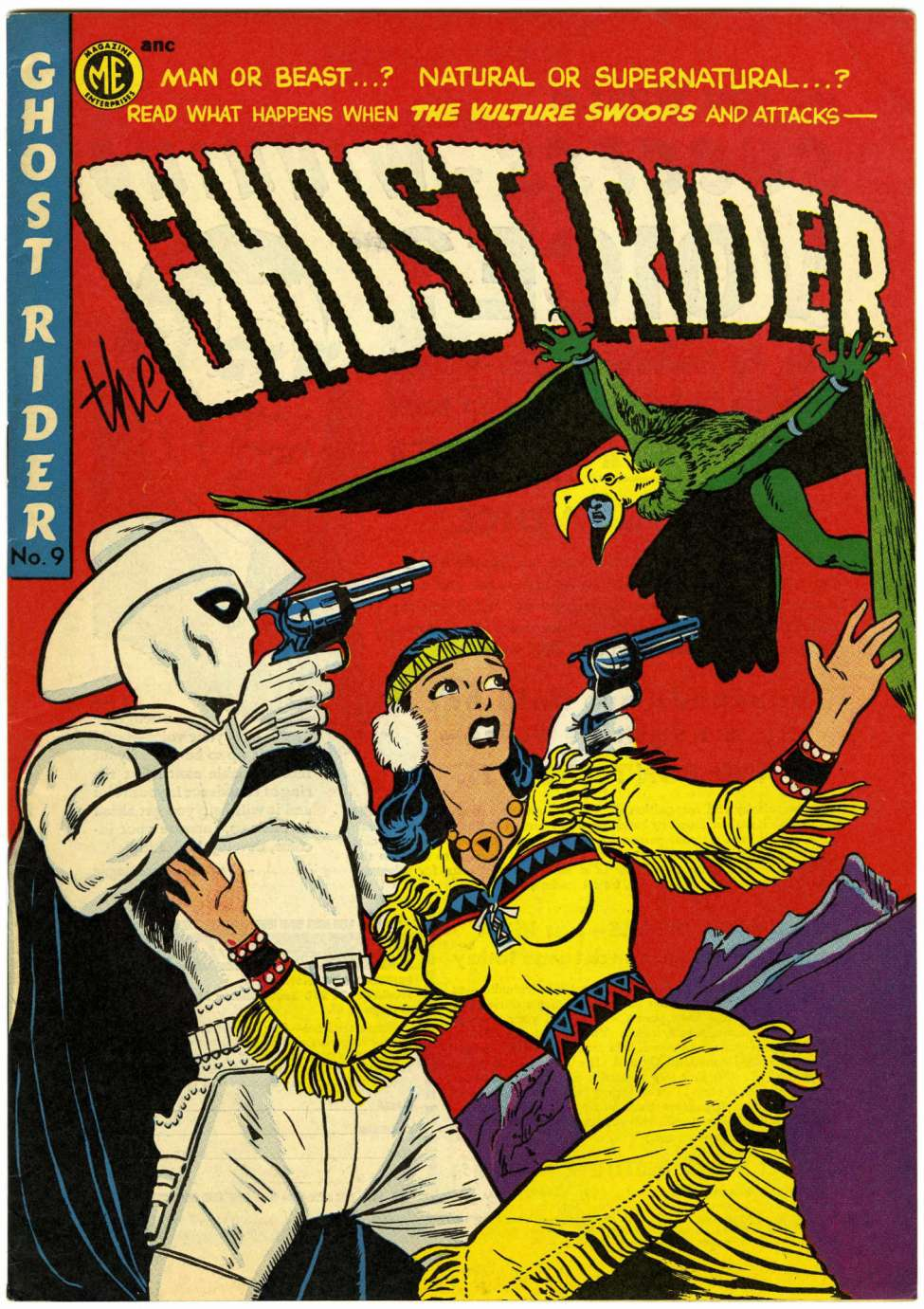
Portada de Dick Ayer per The Ghost Rider núm. 9 (Magazine Enterprises, octubre de 1952).

Després d'això, el 1947, Ayers va estudiar a Burne Hogarth a la primera classe de la nova institució de Hogarth, la Cartoonists and Illustrator School de Nova York (rebatejada com a Escola d'Arts Visuals el 1956). Joe Shuster, co-creador de Superman, visitaria la classe, i Ayers finalment es va aventurar al seu estudi proper. "El següent que vaig saber", va dir Ayers en la mateixa entrevista, "estava dibuixant una mica aquí i allà". En una entrevista de 2005, Ayers va elaborar que, "Joe em va fer a llapis algunes de les seves històries de Funnyman després de veure els meus dibuixos a la classe vespertina de Hogarth" i "em va enviar a [l'editor] Vin Sullivan de Magazine Enterprises". Allà, Sullivan "em va deixar provar la tira de l'humor de Jimmy Durante. Vaig enviar la meva feina i vaig obtenir la feina."
A finals de la dècada de 1940, Ayers va avançar dibuixar i entintar històries de l'oest per a A-1 Comics i Trail Colt per Magazine Enterprisesper i a Prize Comics Western de Prize Comics. Amb l'escriptor Ray Krank, Ayers va crear el personatge de terror de l'oest anomenat Ghost Rider a Tim Holt núm. 11 (1949). El personatge va aparèixer en històries de Tim Holt, Red Mask, A-1 Comics, Bob-Benson's B-Bar-B Riders i la sèrie en solitari de 14 números The Ghost Rider (1950–1954), fins a la introducció del Comics Code. Va venir la gènesi del personatge, va recordar Ayers el 2003, quan Sullivan "va descriure el que volia al Ghost Rider" i va dir a Ayers que veiés el dibuix animat de Disney de 1949 The Adventures of Ichabod i Mr. Toad, un segment del qual va adaptar la història de Washington Irving de "La llegenda de Sleepy Hollow". "I llavors em va dir que toqués el disc de Vaughn Monroe "(Ghost) Riders in the Sky". I després va començar a parlar sobre el que volia que el noi portés".
Després que la marca registrada pel nom i el motiu del personatge desapareguessin, Marvel Comics va estrenar la seva pròpia versió gairebé idèntica del personatge de terror a Ghost Rider núm. 1 (febrer de 1967), pels escriptors Roy Thomas i Gary Friedrich i l'artista original de Ghost Rider, Ayers.
Les mans d'Ayers van aparèixer a la pantalla com les d'un dibuixant interpretat per l'actor Don Briggs a "The Comic Strip Murders", un episodi de 1949 de la sèrie de televisió de la CBS "Suspense".

### Atlas Còmics
El 1952, mentre continuava treballant com autònom per a Magazine Enterprises, Ayers va iniciar una llarga carrera per a Atlas Comics, el precursor dels anys 1950 de Marvel Comics. Va dibuixar històries de terror en títols com Adventures into Terror, Astonishing, Journey into Mystery, Journey into Unknown Worlds, Menace, Mystery Tales, Mystic, Strange Tales i Uncanny Tales. A més, va dibuixar el breu renaixement del superheroi de l'Edat Daurada dels còmics de la Human Torch, a Young Men núm. 21-24 (juny de 1953 - febrer de 1954). Una història addicional, inicialment inèdita, de la Human Torch, dibuixada per Ayers, va aparèixer finalment a Marvel Super-Heroes núm. 16 (setembre de 1968).
A la dècada de 1950, Ayers també va dibuixar com autònom per a Charlton Comics, inclòs per al còmic de terror The Thing i la sèrie satírica Eh!.

### Marvel Còmics
Ayers es va associar per primera vegada amb el llapis altament influent i històricament important de Jack Kirby a Atlas poc abans que Atlas passés a convertir-se en Marvel Comics. Com a segon encargat Marvel de Kirby, després de Christopher Rule, Ayers entintaria infinitat de portades i històries, incloent-hi còmics tan emblemàtics com els primers números de The Fantastic Four, a més d'una munió d'històries de monstres i de l'oest a Amazing Adventures, Journey into Mystery, Strange Tales, Tales of suspense i Tales to Astonish. Com que en aquell moment no s'acreditaven als autors, dues bases de dades estàndard no estan d'acord amb la primera col·laboració publicada del duo. Ayers va revelar el 1996, però que la seva primera col·laboració va ser a Wyatt Earp núm. 25 (data de portada d'octubre de 1959). També va entintar-lo a la tira de premsa de Sky Masters a partir de la 36ª pàgina dominical de setembre de 1959.
Ayers va seguir fent tintes de Kirby Western i històries de monstres, incloent històries tan reimpreses com "I Created the Colossus!" (Tales of Suspense núm. 14, febrer de 1961), "Goom! The Thing from Planet X! "(Tales of Suspense núm. 15, març de 1961) i" Fin Fang Foom! " (Strange Tales núm. 89, octubre de 1961). Quan Marvel va introduir els seus superherois a principis dels anys seixanta, Ayers va identificar Kirby a les primeres aparicions de Ant-Man (Tales to Astonish núm. 27 i 35, gener.) I setembre de 1962), Sgt. Fury and his Howling Commandos (núm. 1-3, maig-setembre de 1963), i el renovat Rawhide Kid (començant per The Rawhide Kid núm. 17, agost de 1960); a la segona i diverses posteriors aparicions de Thor (Journey into Mystery núm. 84-89, setembre de 1962 - febrer de 1963); a Fantastic Four núm. 6-20 (setembre de 1962 - novembre de 1963), i a la sèrie de solitari spin-off Human Torch a Strange Tales (començant amb el seu debut al número 101); i The Incredible Hulk núm. 3-5 (setembre de 1962 - gener de 1963), entre altres sèries.
Ayers, a més, va prendre el relleu de Kirby als llapis de Sgt. Fury des del número 8 (juliol de 1964), que va començar una carrera de deu anys que, tret de la número 13 (on va entintar els llapis de Kirby), i cinc números d'altres llapis, va continuar pràcticament ininterrompuda, tot i que des del número 80 fins al 120 la sèrie alternava reimpressions i històries noves. A partir del número 121 ja només va incloure reimpressions.

### Carrera posterior
A la dècada de 1980, Ayers, entintat per Chic Stone, va dibuixar quatre edicions de la sèrie promocional, de còmics anuals inicialment titulada TRS-80 Computer Whiz Kids i, després, Tandy Computer Whiz Kids, publicada per Archie Comics per a Radio Shack: The Computer Trap (març de 1984), The Computers That Said No to Drugs (març de 1985), The Answer to a Riddle (març de 1987), i Fit to Win (Març de 1988). També va dibuixar aproximadament 30 biografies d'esports per Revolucionary Comics entre 1990 i 1994.
El treball dels Ayers va continuar fins als anys 2000. Va contribuir amb una pàgina d'anuncis al còmic de 2001 The Song of Mykal, publicat en privat per la botiga de còmics Atlantis Fantasyworld, va fer tintes sobre les històries de "Doris Danger" a la revista Tabloia núm. 572-576, i va dibuixar una pàgina de pinup al còmic Doris Danger's Greatest All-Out Army Battles!
Va escriure i dibuixar la història de l'oest "Chips Wilde" de vuit pàgines al còmic per a la beneficència Actor Comics Presents núm. 1 (tardor 2006), va proporcionar un esbós per al còmic de beneficència The 3-Minute Sketchbook (2007), i va contribuir a el còmic d'homenatge The Uncanny Dave Cockrum (2007). El 2009 va dibuixar una il·lustració biogràfica de mitja pàgina d'un personatge dels anys quaranta a la guia de referència Marvel Mystery Handbook 70th Anniversary Special.

## Vida personal
Ayers es va casar amb Charlotte Lindy Walter el 7 d'abril de 1951. La parella va tenir quatre fills: els fills Richard, Fred i Steve i la filla, Elaine. Ayers va morir a casa seva a White Plains, Nova York, el 4 de maig de 2014, menys d'una setmana després del seu 90è aniversari.

## Premis i honors
- Premi Alley de 1967 al millor títol de guerra per a Sgt. Fury
- Premi Alley de 1968 al millor títol de guerra per a Sgt. Fury
- Premi Nacional de la Cartoonist Society de 1985 al millor còmic
- Inclòs el 2007 al Saló de la fama de còmics de Will Eisner
- Premis Inkwell 2013 Joe Sinnott Hall of Fame